# Segundo Concílio de Éfeso
O Segundo Concílio de Éfeso foi um concílio regional reunido em 449 onde Eutiques, o promotor e expoente da heresia do monofisismo, foi reabilitado. Este concílio foi consequência da condenação do monofisismo pelo Concílio Ecuménico de Éfeso (431). As suas decisões foram revogadas pelo Papa Leão I e, posteriormente, pelo I Concílio Ecuménico de Calcedónia.

## Concílio Ecuménico de Éfeso
O Concílio Ecuménico de Éfeso (ou I Concílio de Éfeso) reuniu-se entre os dias 22 de Junho a 17 de Julho de 431, sob a convocação de Teodósio II e depois Valentiniano III. São Cirilo de Alexandria (376-444) foi o presidente deste Concílio. Nesta reunião, tratou-se dos seguintes assuntos: Nestório (428-431), Eutiques e o Monofisismo.
A intenção era por fim à controvérsia provocada pelo Nestorianismo, doutrina fomentada pelo Patriarca de Constantinopla Nestório que afirmava que em Cristo as naturezas divina e humana eram separadas em duas pessoas,ou seja,que Jesus tem duas pessoas em si, esta doutrina desde muito vinha sendo refutada fortemente por Cirilo que insistia sobre a unidade da pessoa de Cristo.
Cabe dizer que Nestório, o 6º patriarca a figurar na lista sucessória dos patriarcas ecumênicos de Constantinopla, havia sido aluno de Teodoro de Mopsuéstia, de quem provavelmente teria adquirido certas influências. Todavia o Concílio deliberou pela:
- Deposição Nestório e declarou heréticas as suas crenças
- Condenação de Eutiques e do Monofisismo

O abade Eutiques, criador do monofisismo, quando acusado de heresia pelo bispo Eusébio de Dorileia e, posteriormente condenado num sínodo particular, reunido em Constantinopla, presidido por São Flaviano, Patriarca de Constantinopla, rebelou-se contra a condenação. Indignado, Eutiques apelou para alguns bispos de representatividade na igreja, enviou cartas de apelação a eles, inclusive ao Papa Leão I Magno.

## O Latrocínio de Éfeso
Por outro lado, Eutiques, servindo-se do politicagem do seu amigo Crisáfio e, uma vez que este era grande amigo de Teodósio II, conseguiu obter que sua causa fosse novamente examinada e conseguiu deste a convocação de um outro Concílio, novamente em Éfeso, no ano de 449 e,desta vez presidido pelo patriarca Dióscoro que era um inimigo de Flaviano de Constantinopla e partidário de suas idéias, ou seja, um confesso monofisista.
Após a convocação de Teodósio II, reunido o clero em Éfeso, foi declarada a abertura do concílio para o dia 8 do mês de agosto de 449. O bispo Dióscoro de Alexandria, sucessor de São Cirilo no governo daquela Sé, foi nomeado como presidente da assembléia. O Papa, na impossibilidade de fazer-se presente, fez-se representar por legados que levaram, entre outros documentos, duas cartas, uma destinada ao Concílio e a outra enviada a Flaviano de Constantinopla, o Tomo ad Flavianus, nas quais os erros de Eutiques eram refutados. Dióscoro não apenas negou a presidência do Concílio aos legados papais, mas sequer mesmo permitiu que fossem lidos os documentos. A assembléia deliberou pela nulidade da sentença de deposição pronunciada contra Eutiques no I Concílio de Constantinopla e recolocou o venerável abade à frente do seu mosteiro. Os seus acusadores, os bispos Flaviano de Constantinopla e Eusébio de Dorileia, foram condenados e depostos, acusados de heresia, em detrimento à oposição de Hilário, diácono da Igreja romana e legado papal, e apesar das reclamações de grande número outros bispos. Dióscoro fez mais que isso, sob sua direção e de Eutiques, os sufrágios dos bispos foram extorquidos de forma fraudulenta e ameaçadora. Flaviano, deposto de sua sede, após ser surrado, ultrajado e violentamente agredido, foi aprisionado, falecendo pouco depois. Proferiu ainda uma sentença de excomunhão contra o papa Leão I, para punir (segundo ele) seu orgulho despotismo.
O imperador Teodósio II confirmou em um edito as decisões do II Concílio de Éfeso e proibiu que fossem dadas novas sedes aos bispos que fossem partidários das idéias de Nestório ou de Flaviano.
O papa ignorava, como sempre o que ocorria no oriente, e de onde não havia recebido nenhuma notícia. Leão I então escreveu a Flaviano, saber de fato o que se passava.
Algum tempo depois, com seu regresso à Roma, o diácono Hilário, dá a conhecer ao papa, do agravante estado em que se encontra a Igreja do Oriente e de suas conseqüências após o Concílio de Éfeso. Leão I imediatamente convocou um sínodo na Itália que, por sua conta, excomungou os manipuladores de Éfeso. Escreveu, em seguida, algumas cartas sinodais contra Eutiques, reprovou todas as decisões e decretos e impôs a imediata retratação e ainda solicitou ao Imperador Teodósio II a autorização para presidir a um concílio universal.
Flaviano e Teodoreto de Ciro escreveram ao Papa. São de Flaviano estas palavras:
| “ | Como tudo se voltasse contra mim com premeditação, depois que (Dióscoro) proferiu contra mim aquela injusta sentença, de acordo com os seus desejos e apesar de eu ter apelado para a Sé Apostólica de Pedro, príncipe dos apóstolos, e para todo o sínodo, sujeito à vossa santidade, logo me rodeou multidão de soldados e impedindo-me que me refugiasse junto do altar como tentava, procuraram arrastar-me para fora da Igreja | ” |
|   | — Flaviano. |   |

.
De Teodoreto são estas outras:
| “ | Se Paulo, pregoeiro, da verdade... recorreu ao grande Pedro... muito mais nós, humildes e pequeninos... recorremos à vossa Sé Apostólica, a fim de recebermos de vós um remédio para as feridas da Igreja. A vós compete em todas as questões ter a suprema autoridade... Eu espero a sentença da vossa Sé Apostólica... Antes de mais nada peço que me digais se me devo conformar ou não com esta deposição injusta: espero a vossa decisão | ” |
|   | — Teodoreto. |   |

.
Na intenção de pôr fim a estes escândalos, São Leão em frequentes cartas com Teodósio II e Pulquéria, preparavam a convocação de um novo Concílio, este na Itália, em Calcedônia, para rever e reparar as injustiças cometidas em Éfeso. Leão, pouco depois, receberia na Basílica Vaticana ao imperador Valentiniano III, a rainha mãe Gala Placídia e imperatriz Licínia Eudóxia, na intenção de que todo o possível fosse feito para remediar a grave situação em que se via metida a Igreja. Embora todo o possível fosse feito, através de cartas, embaixadores, etc., tudo quedava em vão, Teodósio, levado pela astúcia e engano, nada fez para reparar os erros e abusos. Morrendo, porém, ele, pouco tempo depois, passou a reinar improvisadamente, sua irmã Pulquéria, que desposou Marciano e o associou ao império. Ambos se tornaram ilustres pela piedade e sensatez no governo. Anatólio (449-458), ilegitimamente feito patriarca por Dióscoro em lugar de Flaviano, subscreveu a carta de São Leão o Tomo ad Flavianus, sobre a encarnação; os restos mortais de Flaviano foram trasladados para Constantinopla; os bispos depostos foram reempossados. De tal modo começaram a se acertar os abusos provocados pela heresia eutiquiana, que já não parecia necessária a convocação de um novo concílio, ainda mais porque as invasões bárbaras geravam uma total insegurança à situação do Império romano.

## O Concílio de Calcedónia
Apesar de tudo, celebrou-se o Concílio, o 4º entre os Concílios Ecuménicos Católicos, por desejo do imperador Marciano e com anuência do papa entre 8 de outubro a 1 de novembro de 451. Foi presidido por Pascânio e, em pauta, os principais assuntos eram: a questão do Monofisismo, sobre a Cristologia e a revisão das decisões do Segundo Concílio de Éfeso, em 449:
- A aprovação da Pentarquia que era o poder exercido separado e conjuntamente pelos cinco Patriarcas das Igrejas:
  - Patriarca de Roma
  - Patriarca de Antioquia
  - Patriarca de Alexandria
  - Patriarca de Jerusalém
  - Patriarca de Constantinopla
- Afirmação do primado da Sé Apostólica.
- Deposição e Condenação de Dióscoro I (444-451) de Alexandria e de Êutiques de Constantinopla (criador do monofisismo).
- Condenação do monofisismo. A existência em Jesus Cristo de duas naturezas completas e perfeitas na unidade da pessoa, que é divina.
- Condenação da simonia, de casamentos mistos e ordenações absolutas.
- Aprovação do Tomo ad Flavianus de Leão.